# Anna Maestri
Anna Maestri, née à Mantoue le 7 janvier 1924 et morte à Trente le 4 mars 1988, est une actrice italienne.

## Biographie
Anna Maestri est la fille des deux acteurs de théâtre. Elle s'est formée à l'Académie nationale d'art dramatique Silvio-D'Amico à Rome, et a fait ses débuts professionnels sur scène, en 1943, aux côtés de Vittorio Gassman.
Après la guerre, elle a travaillé à plusieurs reprises avec Luchino Visconti, Luigi Squarzina et avec Giorgio Strehler au Piccolo Teatro de Milan. Elle a également été active dans des comédies musicales et des revues, notamment en vedette dans Il terrore corre sul filo aux côtés de Nino Taranto. En 1963, elle a reçu le Prix San Genesio (it) pour son jeu dans Huit femmes de Robert Thomas. Elle a également joué au cinéma et à la télévision, principalement dans des seconds rôles.

## Filmographie partielle
- 1949 : Riz amer (Riso amaro) de Giuseppe De Santis
- 1950 : Totò cherche une épouse (Totò cerca moglie) de Carlo Ludovico Bragaglia
- 1951 : Il padrone del vapore de Mario Mattoli
- 1951 : Le Trésor maudit (Incantesimo tragico) de Mario Sequi
- 1951 : Accidenti alle tasse!! de Mario Mattoli
- 1952 : Vengeance sarde (Vendetta... sarda) de Mario Mattoli
- 1959 : Totò à Madrid (Totò, Eva e il pennello proibito) de Steno
- 1961 : Marco Polo de Piero Pierotti et Hugo Fregonese
- 1971 : Deux Corniauds au régiment (Armiamoci e partite!) de Nando Cicero